# Niels Clausnitzer
Niels Clausnitzer (* 29. März 1930 in Mannheim; † 14. März 2014 in München) war ein deutscher Schauspieler, Synchronsprecher und Psychotherapeut.

## Leben
Niels Clausnitzer wuchs in Mannheim-Käfertal auf. Sein Vater, Helmuth Clausnitzer, war Großhandelsvertreter. Seine schauspielerische Ausbildung absolvierte Niels Clausnitzer zuerst in Wiesbaden und später auf der Münchner Otto-Falckenberg-Schauspielschule.
Clausnitzer wirkte als Schauspieler in den 1950er-Jahren in einigen Märchenfilmen mit. So spielte er den Prinzen in Schneewittchen und die 7 Zwerge (1955). Danach wurden seine Auftritte in Film und Fernsehen zwar seltener, seine Stimme den Kino- und Fernsehzuschauern aber ungleich bekannter.
Clausnitzer war einer der Sprecher von Fox’ tönender Wochenschau und moderierte über viele Jahre das Musikjournal auf BR1. Besonders präsent war er aber als Synchronsprecher. Seit 1956 lieh Clausnitzer prominenten Kollegen seine Stimme, darunter Roger Moore, für den er seit langer Zeit bis auf wenige Ausnahmen (u. a. in Die 2) deutsche Standard-Stimme war, unter anderem in allen James-Bond-Filmen, James Garner (Infam), Cary Grant (Berüchtigt), Richard Attenborough (Junger Mann aus gutem Haus), Montgomery Clift (Plötzlich im letzten Sommer), Anthony Hopkins (Die Brücke von Arnheim, 18 Stunden bis zur Ewigkeit oder Zwischen den Zeilen) oder Ronald Reagan (Der Dollarregen). Daneben prägte sich seine Stimme den Zuschauern auch durch viele Synchronhauptrollen in Fernsehserien ein. Er synchronisierte Efrem Zimbalist, Jr. als Privatdetektiv Stuart Bailey in 77 Sunset Strip, Jacques Dacqmine als Squire John Trelawney im ZDF-Vierteiler Die Schatzinsel, Georges Marchal in Die Insel der 30 Tode, Jerry Orbach als Detective Lennie Briscoe in Law & Order und Max Wright als geplagten Familienvater Willie Tanner in ALF. In dieser Rolle war er außerdem von 1988 bis 1991 in insgesamt 45 serienbegleitenden Hörspielen von Karussell zu hören. Außerdem war er 1962–1963 in sechs Folgen der Hörspielserie Fury (Ariola) als Jim Newton zu hören, den er bereits zuvor in der TV-Serie Fury als Synchronstimme für Peter Graves gesprochen hatte. Ausflüge in das Hörspielgenre ohne dazugehörige TV-Produktion unternahm Clausnitzer für das Label Maritim, indem er die Rolle des Mycroft Holmes in zwei Sherlock Holmes-Hörspielen übernahm, sowie für das Label Titania Medien, für das er 2013 zwei Rollen in der Reihe Gruselkabinett einsprach.
Daneben war Clausnitzer der Ansager und Off-Sprecher in Thomas Gottschalks RTL-Show Gottschalk Late Night. Als in einer Sendung zum Thema James Bond unter den Gästen auch Roger Moore erschien, wurde Clausnitzer als dessen Sprecher ebenfalls auf das Studiosofa gebeten und von Gottschalk und Moore zu seiner Synchronarbeit befragt.
Neben seiner schauspielerischen Betätigung hatte Clausnitzer, motiviert durch den Krebstod seiner ersten Frau, zudem ein Medizin-Studium absolviert. Mit der Dissertation Psychische Erkrankungen und Lebensstreß wurde er im November 1989 bei Hans Lauter an der Technischen Universität München zum Dr. med. promoviert. 2003 eröffnete er im Münchener Stadtbezirk Berg am Laim seine eigene Praxis als Arzt für Psychotherapie.
Niels Clausnitzer starb am 14. März 2014 gut zwei Wochen vor seinem 84. Geburtstag in München.
Sein Grab befindet sich auf dem Waldfriedhof Grünwald.

## Filmografie (Auswahl)
- 1955: Schneewittchen und die 7 Zwerge
- 1955: Schneeweißchen und Rosenrot
- 1957: Rübezahl – der Herr der Berge
- 1958: Der Arzt von Stalingrad
- 1974: Tatort: Zweikampf
- 1974: Graf Yoster gibt sich die Ehre: Das Spiel mit dem Tode
- 1991: Erfolg
- 1997: Solo für Sudmann: Eine Hand wäscht die andere
- 1998: Wenn Elsa tanzt
- 1998: Raumschiff Highlander IV – History

## Synchronrollen (Auswahl)
Roger Moore
- 1958: als Ritter Wilfred von Ivanhoe in Ivanhoe (Synchronisation: 1960)
- 1962–1969: als Simon Templar in Simon Templar (1. Stimme)
- 1970: als Harold Pelham in Ein Mann jagt sich selbst (Synchronisation: 1980)
- 1971–1980: als Roger Moore in V.I.P.-Schaukel (Staffel 1, Folge 4)
- 1973: als James Bond 007 in James Bond 007 – Leben und sterben lassen
- 1974: als Rod Slater in Gold
- 1974: als James Bond 007 in James Bond 007 – Der Mann mit dem goldenen Colt
- 1975: als Michael Scott in Bleib mir ja vom Leib
- 1976: als Sebastian Oldsmith in Brüll den Teufel an
- 1977: als James Bond 007 in James Bond 007 – Der Spion, der mich liebte
- 1978: als Lt. Shawn Fynn in Die Wildgänse kommen
- 1979: ls Major Otto Hecht in Flucht nach Athena
- 1979: als James Bond 007 in James Bond 007 – Moonraker – Streng geheim
- 1980: als Capt. Gavin Stewart in Die Seewölfe kommen
- 1980: als Rufus Excalibur Ffolkes in Sprengkommando Atlantik
- 1981: als James Bond 007 in James Bond 007 – In tödlicher Mission
- 1983: als Clouseau in Der Fluch des rosaroten Panthers (Synchronisation: 1986)
- 1983: als James Bond 007 in James Bond 007 – Octopussy
- 1984: als Dr. Judd Stevens in Das nackte Gesicht
- 1985: als James Bond 007 in James Bond 007 – Im Angesicht des Todes
- 1990: als Sir George in Feuer, Eis & Dynamit
- 1992: als Adam in Agenten leben einsam
- 1996: als Lord Edgar Dobbs in The Quest – Die Herausforderung
- 2001: als Supt. Robert Ogilvie in Tödliche Formel
- 2002: als Lloyd Faversham in Boat Trip

Anthony Hopkins
- 1974: als Supt. John McCleod in 18 Stunden bis zur Ewigkeit
- 1977: als Lt. Col. John Frost in Die Brücke von Arnheim
- 1987: als Frank P. Doel in Zwischen den Zeilen

Max Wright
- 1982–1993: als Jim Fleener in Cheers (2. Synchronisation)
- 1984–1992: als Dr. Wormser in Wer ist hier der Boss? (2. Synchronisation)
- 1986–1990: als Willie Tanner in Alf

### Filme
- 1940: Herbert Marshall als Robert Crosbie in Das Geheimnis von Malampur
- 1946: Cary Grant als Agent Devlin in Berüchtigt (TV-Synchronisation: 1969)
- 1958: Leslie Bradley als Schroeder in Tarzan und die Jäger (TV-Synchronisation: 1970)
- 1959: Montgomery Clift als Dr. Cukrowicz in Plötzlich im letzten Sommer
- 1961: James Garner als Dr. Joe Cardin in Infam
- 1961: Kahl (Dokumentar-Kurzfilm; Sprecher)
- 1965: Mino Doro als Der Professor in Höllenhunde des Secret Service
- 1980: Gene Kelly als Danny McGuire in Xanadu
- 1985: Roger Lumont als Briseradius in Asterix – Sieg über Cäsar
- 1991: Kurtwood Smith als Präsident der Föderation in Star Trek VI: Das unentdeckte Land
- 1992: als Der Major in Das kleine Gespenst
- 1993: Larry John Meyers als Dr. Pritchard in Stephen Kings Stark
- 2011: Richard Wilson als Herr Capulet in Gnomeo und Julia

### Serien
- 1955–1960: Peter Graves als Jim Newton in Fury (1. Stimme)
- 1966: Jacques Dacqmine als Squire John Trelawney in Die Schatzinsel
- 1967: Harry Townes als Reger in Raumschiff Enterprise (Staffel 1, Landru und die Ewigkeit)
- 1991–1992: Danny Mann als Direktor Julius Ganter in Darkwing Duck
- 1992–2004: Jerry Orbach als Leonard „Lennie“ Briscoe in Law & Order
- 1995–2000: Roy Dotrice als Archibald Chandler in Sliders – Das Tor in eine fremde Dimension (Staffel 4, Virtuelle Macht)

## Hörspiele (Auswahl)
- 1962–1963: Fury, Folgen 1–6. Regie: Benno Schurr. Ariola. Rolle: Jim Newton
- 1988–1991: Alf, Folgen 1–43, sowie zwei Folgen Weihnachten mit Alf. Dialogregie: Siegfried Rabe. Karrussell. Rolle: Willie Tanner
- 2006: Sherlock Holmes Folge 13 – Der griechische Dolmetscher. Regie: Studio Maritim. Maritim. Rolle: Mycroft Holmes.
- 2010: Sherlock Holmes Folge 44 – Die Bruce-Partington-Pläne. Regie: Studio Maritim. Maritim. Rolle: Mycroft Holmes.
- 2013: Gruselkabinett Folge 75 – Weiß. Regie: Stephan Bosenius und Marc Gruppe. Titania Medien. Rolle: Duke de Rohan.
- 2013: Gruselkabinett Folge 76 – Das Teufelsloch. Regie: Stephan Bosenius und Marc Gruppe. Titania Medien. Rolle: Pfarrer.

## Schriften
- Psychische Erkrankungen und Lebensstreß. (München, Techn. Univ., Diss., 1989).